# Alps occidentals
Els Alps occidentals és una serralada, una porció del sistema muntanyós dels Alps, que a conseqüència de les diverses classificacions del sistema alpí, ha tingut significats diversos. Segons classificació actual els Alps occidentals inclouen part sud-est de França, és a dir, Savoia, la totalitat de Mònaco, la part nord-oest d'Itàlia i la part sud-oest de Suïssa, (Valais). Al sud-est el rang està limitat per la Vall del Po. A l'oest, la vall del riu Rhône la separa del Massís Central. La part més septentrional dels Alps occidentals -en el sentit ampli del terme- està formada pel serralada dels Prealps helvètics.
Els cims i els passos de muntanya són més alts en comparació amb els Alps orientals, mentre que el mateix rang no és tan ampli i més arquejat.

## Divisió actual: SOIUSA

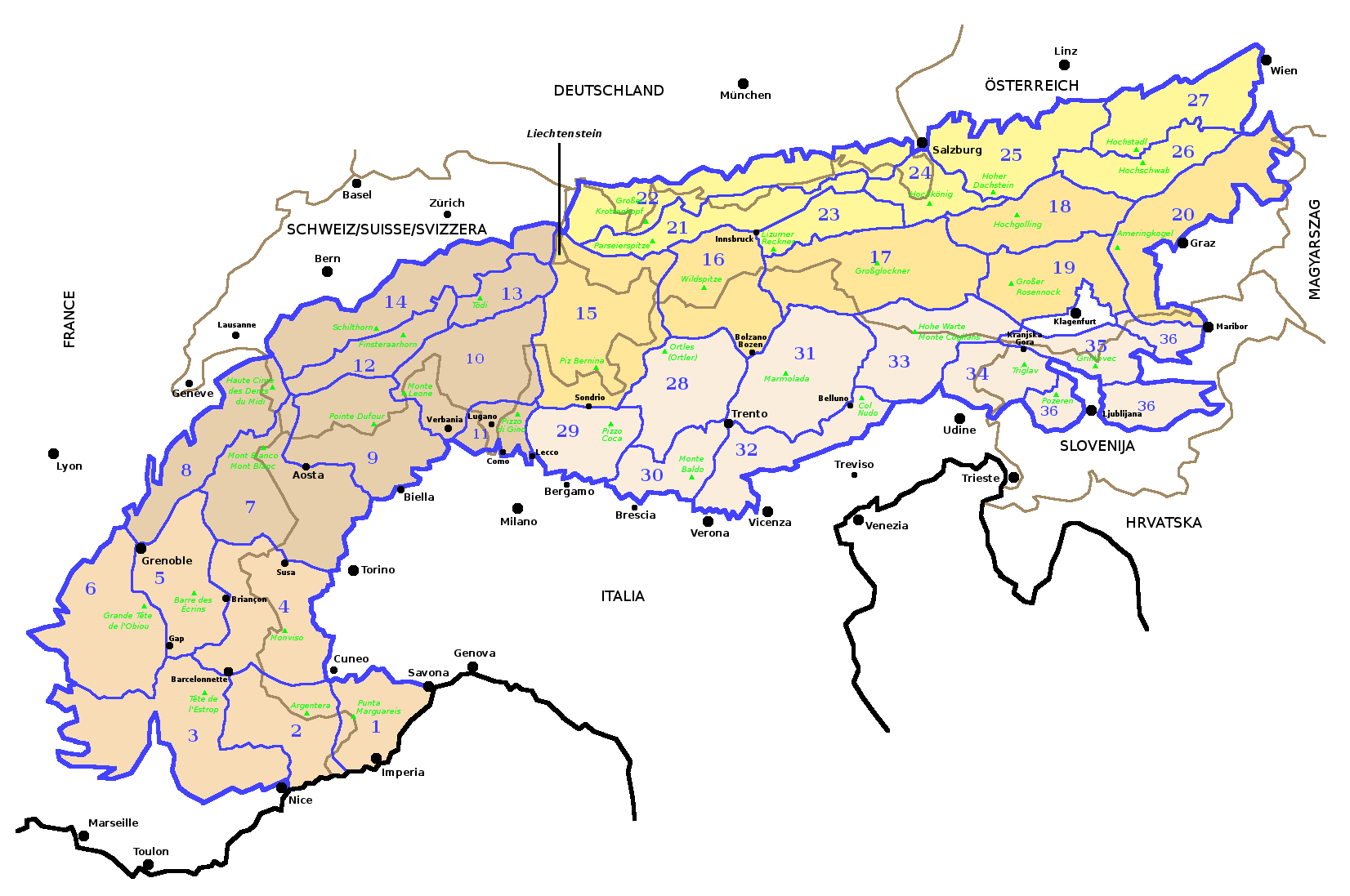
Alps occidentals i Alps orientals segons la SOIUSA.

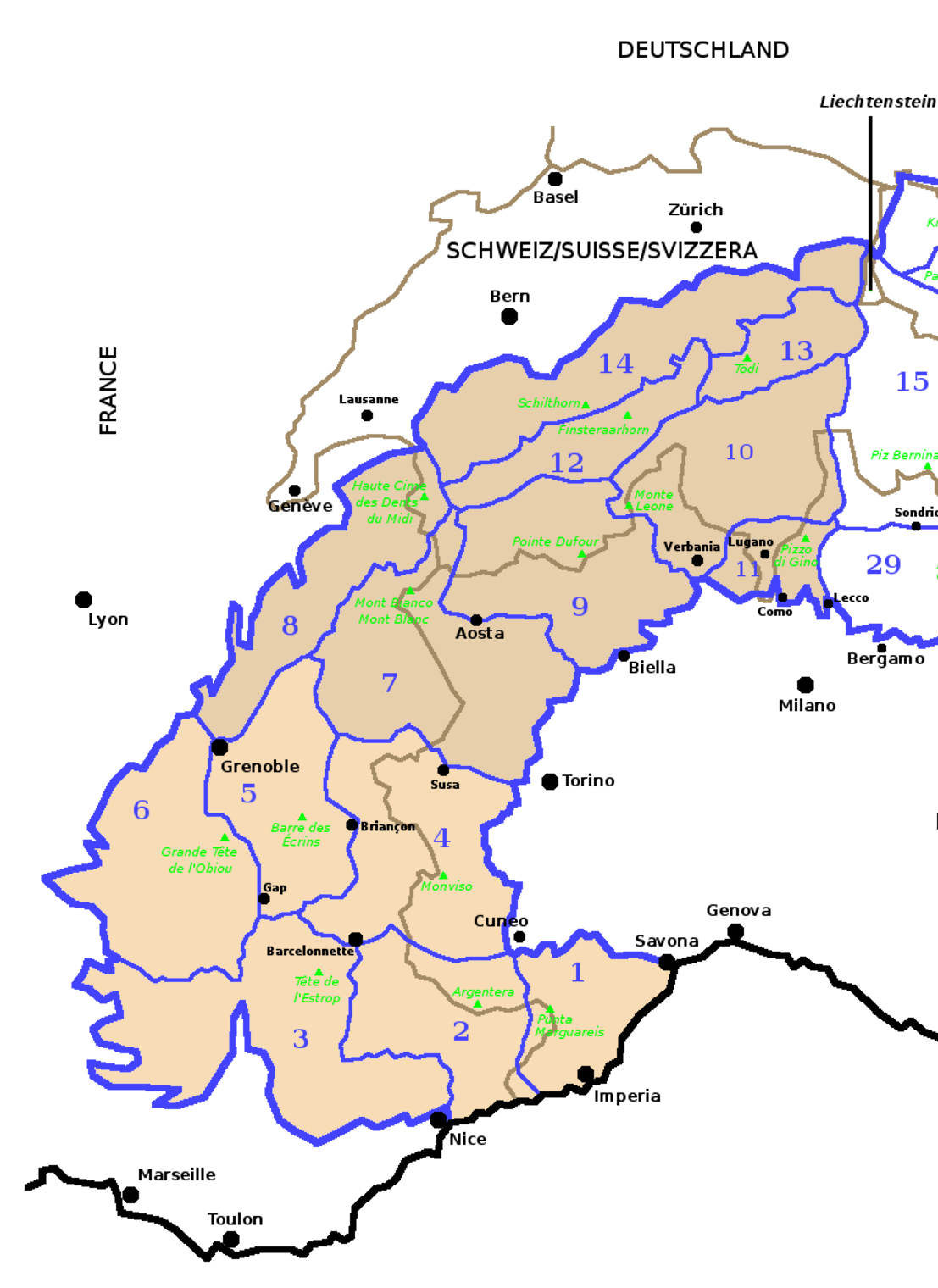
Detall dels Alps occidentals amb les divisions, al seu torn, en Alps del sud-oest i Alps del nord-oest.

La Subdivisió Orogràfica Internacional Unificada del Sistema Alpí (SOIUSA), presentada l'any 2005, ha superat la partició que el 1926 es feia en tres parts. Aquesta subdivisió preveu la divisió dels Alps en dos: Alps occidentals i Alps orientals, separats per la línia Rin - Pas del Spluga - Llac de Como - Llac de Lecco.
Els Alps occidentals es subdivideixen a la vegada en dos grans sectors: Alps del sud-oest i Alps del nord-oest:

### Alps del sud-oest
Els Alps del sud-oest estan dividits en sis seccions, 23 subseccions i 46 supergrups:
- 1. Alps Lígurs (Punta Marguareis, 2.661 m)
  - Prealps Lígurs
  - Alps del Marguareis

- 2. Alps Marítims i prealps de Niça (Mont Argentera, 3.297 m)
  - Alps Marítims
  - Prealps de Niça

- 3. Alps i Prealps de la Provença (Tête de l'Estrop, 2.961 m)
  - Alps de la Provença
  - Prealps de Digne
  - Prealps de Grasse
  - Prealps de Vaucluse

- 4. Alps Cozie (Monviso, 3.841 m)
  - Alps de Monviso
  - Alps de Montgenèvre
  - Alps de Mont Cenis

- 5. Alps del Delfinat (Barre des Écrins, 4.102 m)
  - Alps de les Grandes Rousses i de les Aiguilles d'Arves
  - Cadena de Belledonne
  - Massís dels Ècrins
  - Massís del Taillefer
  - Massís del Champsaur
  - Massís d'Embrunais
  - Muntanyes orientals de Gap

- 6. Prealps del Delfinat (Grande Tête de l'Obiou, 2.790 m)
  - Prealps del Devoluy
  - Prealps occidentals de Gap
  - Prealps del Vercors
  - Prealps del Diois
  - Prealps de les Baronnies

### Alps del nord-oest
Els Alps del nord-oest estan dividits en vuit seccions, 32 subseccions i 89 supergrups:
- 7. Alps de Graies (Mont Blanc, 4.810 m)
  - Alps de Lanzo i de l'Alta Moriana
  - Alps de la Vanoise i del Grand Arc
  - Alps de la Grande Sassière i del Rutor
  - Alps del Gran Paradiso
  - Alps del Monte Blanc
  - Alps del Beaufortain

- 8. Prealps de la Savoia (Haute Cime des Dents du Midi, 3.257 m)
  - Aiguilles Rouges
  - Prealps del Giffre
  - Prealps de Chablais
  - Prealps de Bornes
  - Prealps de Bauges
  - Prealps de la Chartreuse

- 9. Alps Penins (Monte Rosa, 4.634 m)
  - Alps del Grand Combin
  - Alps del Weisshorn i del Cervino
  - Alps del Monte Rosa
  - Alps Bielleses i Cusians
  - Alps del Mischabel i del Weissmies

- 10. Alps Lepontins (Monte Leone, 3.552 m)
  - Alps del Monte Leone i del San Gottardo
  - Alps Ticineses i del Verbano
  - Alps d'Adula

- 11. Prealps de Lugano (Pizzo de Gino, 2.245 m)
  - Prealps Comascos
  - Prealps Varesins

- 12. Alps Bernesos (Finsteraarhorn, 4.274 m)
  - Alps d'Uri
  - Alpes Bernesos en sentit estricte
  - Alps de Vaud

- 13. Alps de Glaris (Tödi, 3.620 m)
  - Alps d'Uri-Glaris
  - Alps de Glaris, stricto sensu

- 14. Prealps helvètics (Schilthorn, 2.970 m)
  - Prealps de Vaud i Friburg
  - Prealps bernesos
  - Prealps de Lucerna i d'Unterwald
  - Prealps de Schwyz i d'Uri
  - Prealps d'Appenzell i de Sankt Gallen

## Concepte tradicional

Les 26 seccions de la Partició dels Alps. Els Alps occidentals conformen les seccions 1-8.

L'any 1926, després del IX Congrés Geogràfic Italià de 1924, es va adoptar la Partició dels Alps, que preveia la subdivisió dels sistema alpí en tres grans parts: els Alps occidentals, els Alps centrals i els Alps orientals. En aquesta partició tradicional, els Alps occidentals anaven des del golf de Gènova fins al pas del Simplon o, més exactament, entre el Coll di Cadibona i el Coll Ferret. El cim més elevat és el Mont Blanc (4.810 m).
Segons la divisió acordada, els Alps occidentals es dividien en:
- Alps Marítims (1)
  - Alps Lígurs (1.a)
  - Alps del Varo (1.b)
- Alps Cozie (2)
  - Alps del Monviso (2.a)
  - Alps de Montginebre (2.b)
  - Alps del Mont Cenis (2.c)
- Alps de Graies (3)
  - Massís del Gran Paradiso (3.a)
  - Alps de la Tarantasia (3.b)
  - Massís del Mont Blanc (3.c)
- Alps de Provença (4)
  - Massís de l'Asse (4.a)
  - Massís del Bleone (4.b)
- Alps del Delfinat (5)
  - Massís del Champsaur (5.a)
  - Massís del Pelvoux (5.b)
  - Alps de Moriana (5.c)
- Prealps de Provença (6)
  - Chaînes des Plans (6.a)
  - Muntanya de Sainte Victoire (6.b)
  - Massís de la Sainte Baume (6.c)
  - Muntanyes de Maures i Esterel (6.d)
- Prealps del Delfinat (7)
  - Muntanya del Luberon (7.a)
  - Muntanya de Valclusa (7.b)
  - Massís del Dévoluy (7.c)
  - Vercors (7.d)
- Prealps de la Savoia (8)
  - Prealps de Chablais (8.a)
  - Cadena de Reposoir (8.b)
  - Baujes (8.c)
  - Massís de la Grande Chartreuse (8.d)